# Ecnomia
Ecnomia es un género monotípico de lepidópteros perteneciente a la familia Noctuidae.  Su única especie,  Ecnomia hesychima Turner, 1936, es originaria de  Queensland, Australia.

## Sinonimia
- Asaphes asemantica Turner